# El Pescadero, Honduras
El Pescadero är en ort i Honduras.   Den ligger i departementet El Paraíso, i den södra delen av landet, 70 km öster om huvudstaden Tegucigalpa. El Pescadero ligger 742 meter över havet och antalet invånare är 909.
Terrängen runt El Pescadero är kuperad åt nordost, men åt sydväst är den platt. Runt El Pescadero är det tätbefolkat, med 459 invånare per kvadratkilometer. Närmaste större samhälle är El Paraíso, 7,4 km söder om El Pescadero. Omgivningarna runt El Pescadero är en mosaik av jordbruksmark och naturlig växtlighet.